# Segundo García García
Segundo García García (Vegapujín, Murias de Paredes, província de Lleó, 13 de maig de 1874 - Lleó, 27 de juny de 1931) va ser un militar espanyol que, de soldat va arribar al rang de General de Brigada.

## Biografia
Pertanyia a una família humil, i el desembre de 1893 fou reclutat com a soldat. El març de 1894 fou incorporat al regiment de La Corunya, d'on l'octubre de 1895 fou destinat a les illes Filipines. El 25 de març de 1897 fou ascendit a sergent i allí conegué personalment al futur general Miguel Primo de Rivera. Va combatre els insurgents tagals a Cavite i a finals de 1897 fou destinat a Luzón. Allí el juny de 1898 va donar escorta a un nombrós comboi compost en la seva majoria per civils i ferits que es dirigien a Manila; en el trajecte van ser atacats per un nombrós contingent de rebels tagals, als quals va fer front solament amb el suport de quatre soldats a les seves ordres. Amb aquesta notòria desproporció de forces i tan escassos recursos militars, va aconseguir rebutjar als nombrosos rebels filipins gràcies a la determinació i l'encert de la seva estratègia, causant importants baixes a l'enemic, sofrint ell mateix importants ferides i només la pèrdua d'un soldat. Per aquesta increïble acció va ser condecorat amb la Creu Llorejada de Sant Ferran, màxima condecoració militar d'Espanya, el 1902.
En tornar a Espanya fou destinat al Regiment de Palència i el 1900 va passar a la reserva. En 1906 es va llicenciar en dret i ascendí a tinent. En 1910 ascendí a capità i fou destinat al Primer Dipòsit de Reserva de Cavalleria a Madrid. En 1913 ascendí a comandant i el 1916 participaria en les Juntes de Defensa. Continuà ascendint a tinent coronel el 1917 i a coronel el 1921.
Disconforme amb la proclamació de la Dictadura de Primo de Rivera el 1923, va participar en gairebé totes les conspiracions contra ella, raó per la qual sovint fou arrestat al Casino Militar. El 24 de juny de 1926 fou el director executiu d'un pronunciament militar i civil contra Miguel Primo de Rivera per tal d'enderrocar-lo, que seria conegut con "La Sanjuanada". Malgrat la gran varietat de persones implicades (el general Weyler, Eduardo Barriobero, Sánchez Guerra, el comte de Romanones) el cop va fracassar. La majoria dels implicats només foren multats, però Segundo García fou jutjat en consell de guerra el juliol de 1926 i condemnat a quatre anys de presó i separació del servei, juntament amb el capità Fermín Galán.
En 1929 li fou substituïda la pena de presó per la de bandejament. En febrer de 1930 fou amnistiat pel nou govern de Dámaso Berenguer i reincorporat al servei actiu en la IV Regió Militar. Després de la proclamació de la Segona República Espanyola fou nomenat director general de les Presons Militars de Madrid. Poc després del seu nomenament fou ascendit a general de brigada. Tanmateix, el 19 de juny de 1931 decidí passar a la reserva activa i s'establí a Lleó, on va morir sobtadament uns dies més tard.